# Vespa MP5
De Vespa MP5 was in 1944 het allereerste scooterprototype van Piaggio wat uiteindelijk de Vespa moest worden. Enrico Piaggio vertrouwde de bouw toe aan de ingenieur Vittorio Casini. De MP5 werd omgedoopt tot Paperino wat Italiaans is voor kleine eend en ook de naam voor Donald Duck.
Enrico Piaggio keurde het prototype niet goed. Hieruit volgde in 1945 de Vespa MP6.